# Wéo Nord-Pas-de-Calais
Wéo Nord-Pas-de-Calais est une chaîne de télévision généraliste locale mixte appartenant à Images en Nord (cf. la section Capital), diffusée dans le département du Nord et une partie du département du Pas-de-Calais. Elle est apparue le 17 avril 2009 sur le canal 30 (anciennement canal 20 jusqu'au 12 décembre 2012) de la télévision numérique terrestre. Elle est dirigée par Jean-Michel Lobry.
Avec l'apparition de Wéo Picardie le 6 mars 2017, Wéo Nord-Pas-de-Calais est présente sur une partie importante de la région des Hauts-de-France.

## Histoire de la chaîne
Le 19 février 2008, le conseil supérieur de l'audiovisuel lance un appel à candidature pour des fréquences TNT sur l'émetteur de Bouvigny-Boyeffles et l'émetteur de Lambersart pour rattraper le retard de la France en télévision locale par rapport aux pays voisins. 
Jean-Michel Lobry, responsable de la chaîne câblée lilloise C9 Télévision, ne pouvant pas émettre en analogique sa chaîne à cause des fréquences et de la Belgique, propose son projet. Trois chaînes se disputent les deux émetteurs.
En octobre 2008, le projet du Groupe La Voix est retenu par le CSA et la chaîne reçoit l'autorisation d'émettre dans la région grâce à l'émetteur de Bouvigny-Boyeffles. Le CSA a choisi la chaîne de Jean-Michel Lobry pour le plus puissant émetteur de la région car elle avait un dossier plus important que les deux autres. 
Après avoir lancé le Wéoshow début mars pour repérer les meilleurs chanteurs et humoristes, la chaîne est lancée le 17 avril 2009 et diffusée sur le canal 20 de la TNT dans le département du Nord et une partie du département du Pas-de-Calais, grâce à l'émetteur de Bouvigny-Boyeffles. Depuis le 12 décembre 2012, Wéo Nord-Pas-de-Calais est diffusée sur le canal 30 de la TNT dans la zone de Lille. Wéo Picardie est diffusée quant à elle sur le canal 35 de la TNT dans la zone d'Amiens et Abbeville.

## Identité visuelle

### Logos

Logo de Wéo du 17 avril 2009 à 2013.
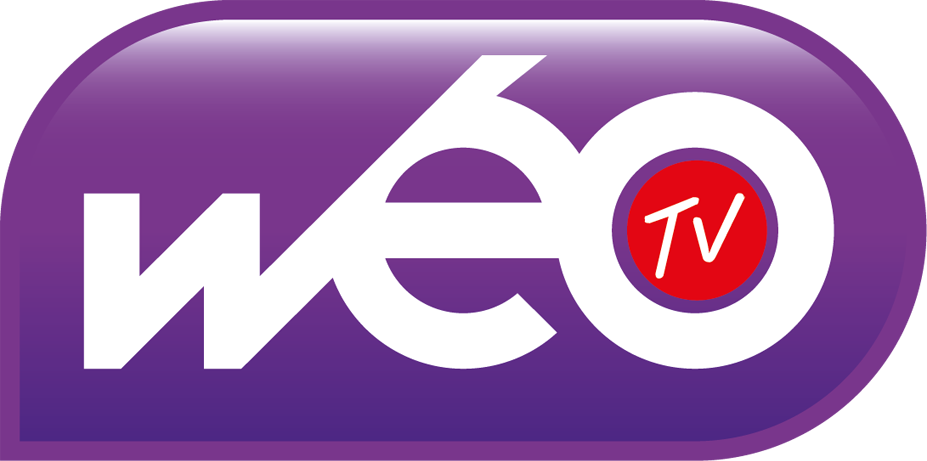
Logo de Wéo de 2013 à 2016.
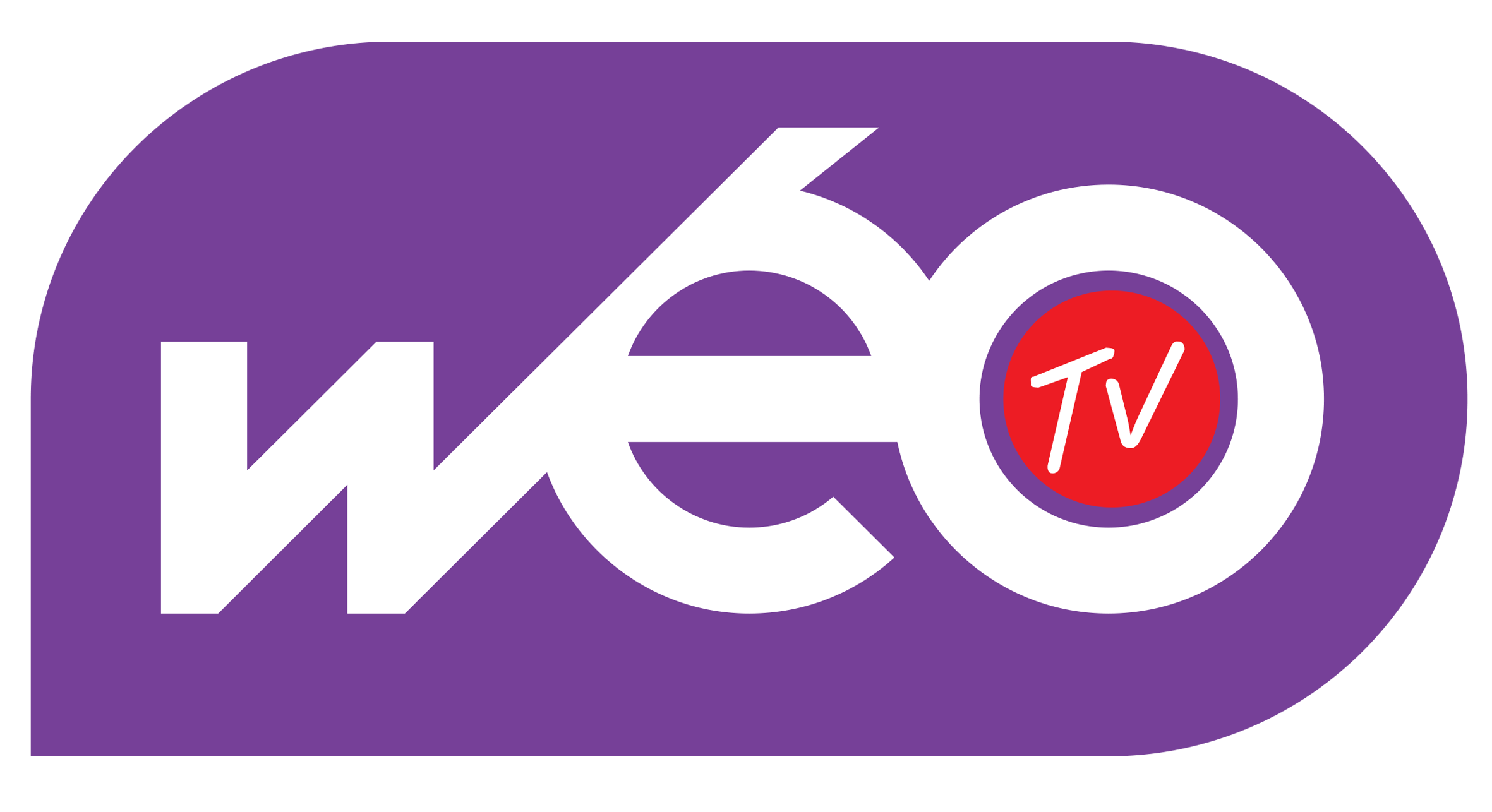
Logo de Wéo de septembre 2016 à avril 2019.
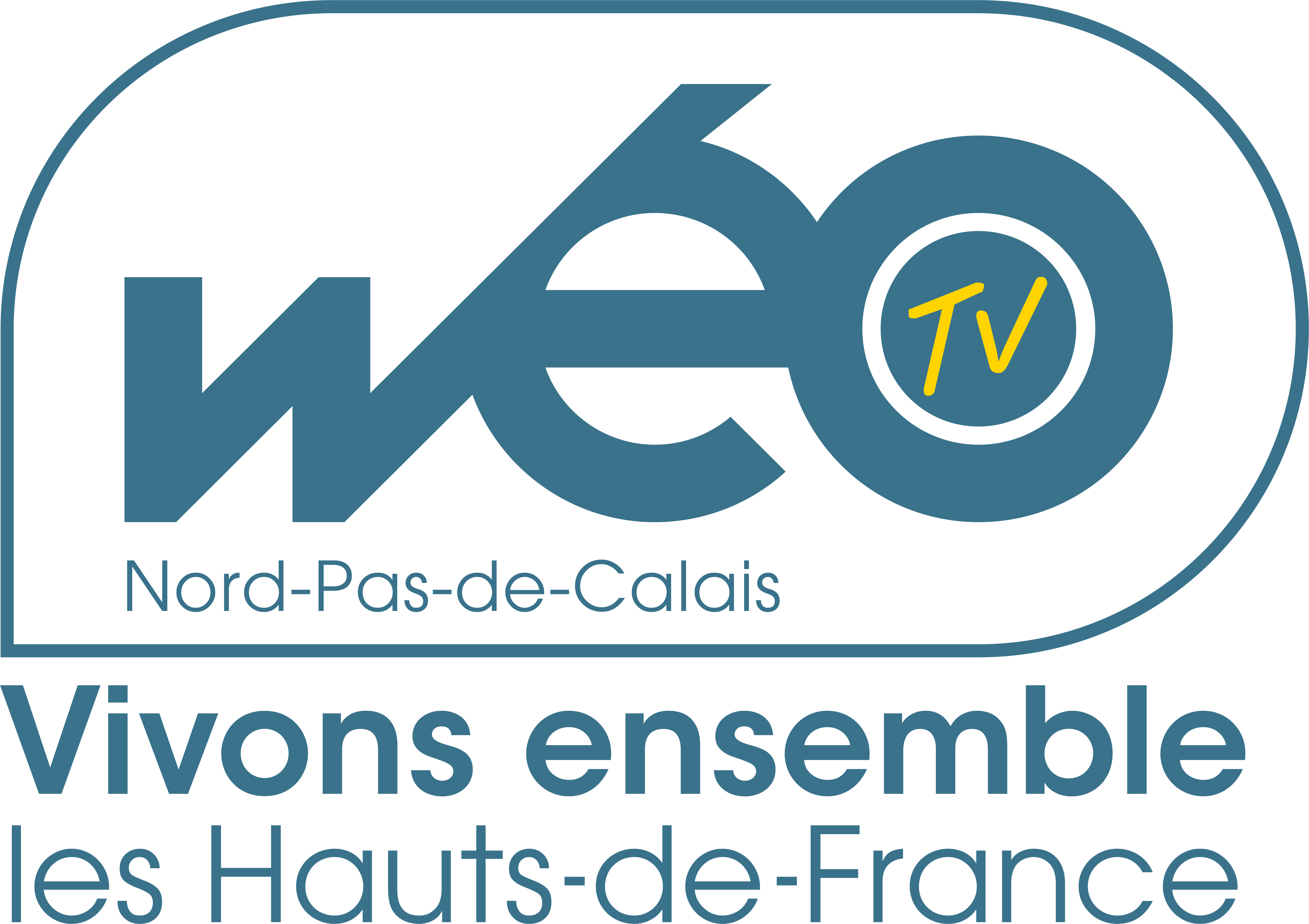
Logo de Wéo Nord-Pas-de-Calais d'avril 2019 à 2022.
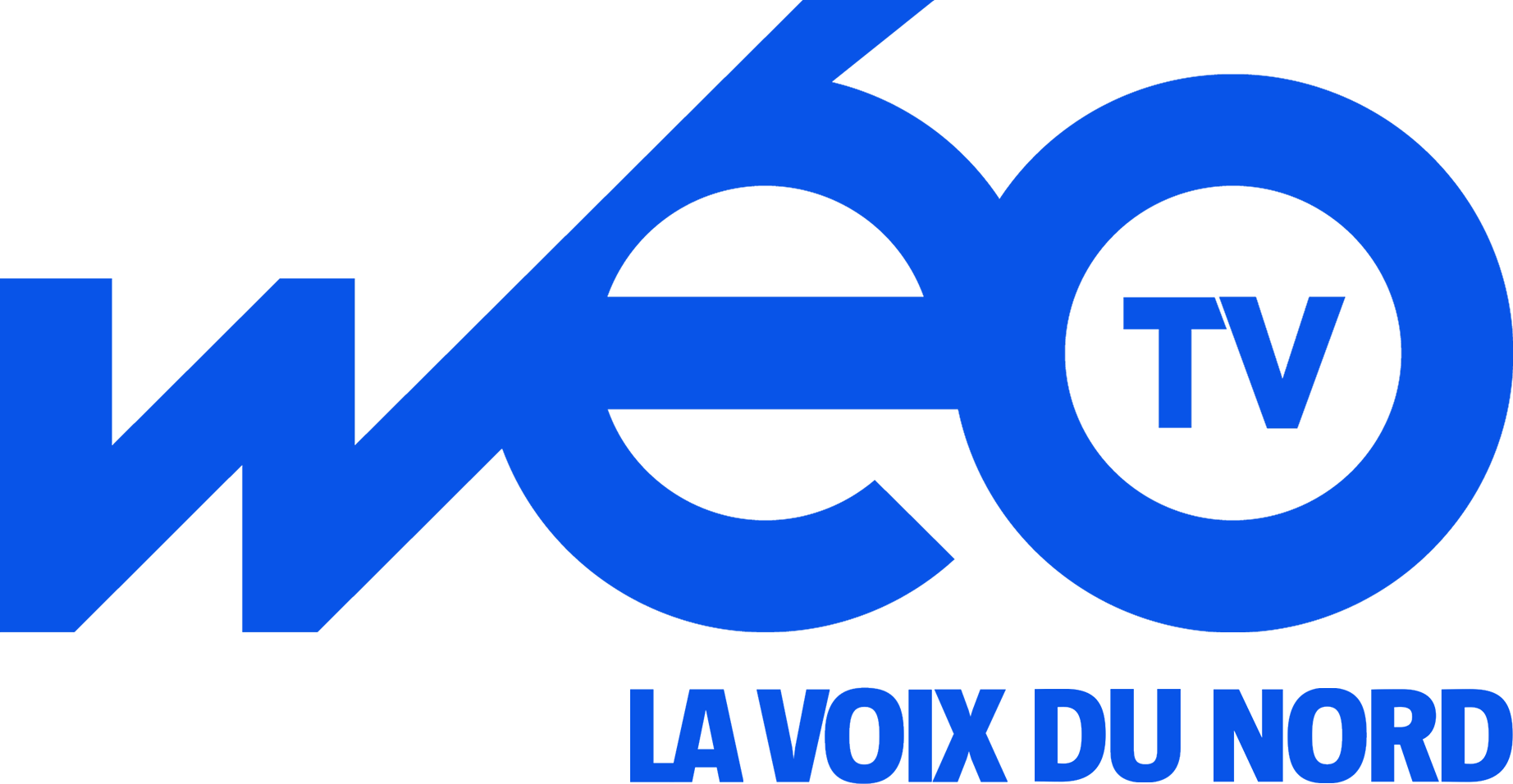
Logo de Wéo Nord-Pas-de-Calais depuis 2022.

### Slogan
- « Vivons ensemble les Hauts-de-France » : depuis avril 2017.
- « On parle de vous ».
- « Wéo, c'est nous »[5].

## Organisation

### Dirigeants
- Jean-Michel Lobry depuis 2009

### Capital
La chaîne est éditée par Images en Nord, dont les actionnaires sont le Groupe La Voix (53%), le Conseil régional des Hauts-de-France avec les  Conseils départementaux (28 %) et Crédit Agricole Nord de France (19 %)[source insuffisante]
La chaîne reçoit également chaque année du conseil régional un investissement de 3,7 millions d'euros. Cet argent est réparti en 2,1 millions d'euros pour les programmes de flux (actualités, magazines de proximité, émissions événementielles), 545 000 € pour les programmes de stocks (documentaires, séries) et 545 000 € pour les programmes issus du réseau des télévisions locales de la région. Cette subvention a été votée par le conseil régional, à 80 voix contre 15, et seul le groupe communiste a voté contre[Passage à actualiser].

### Siège

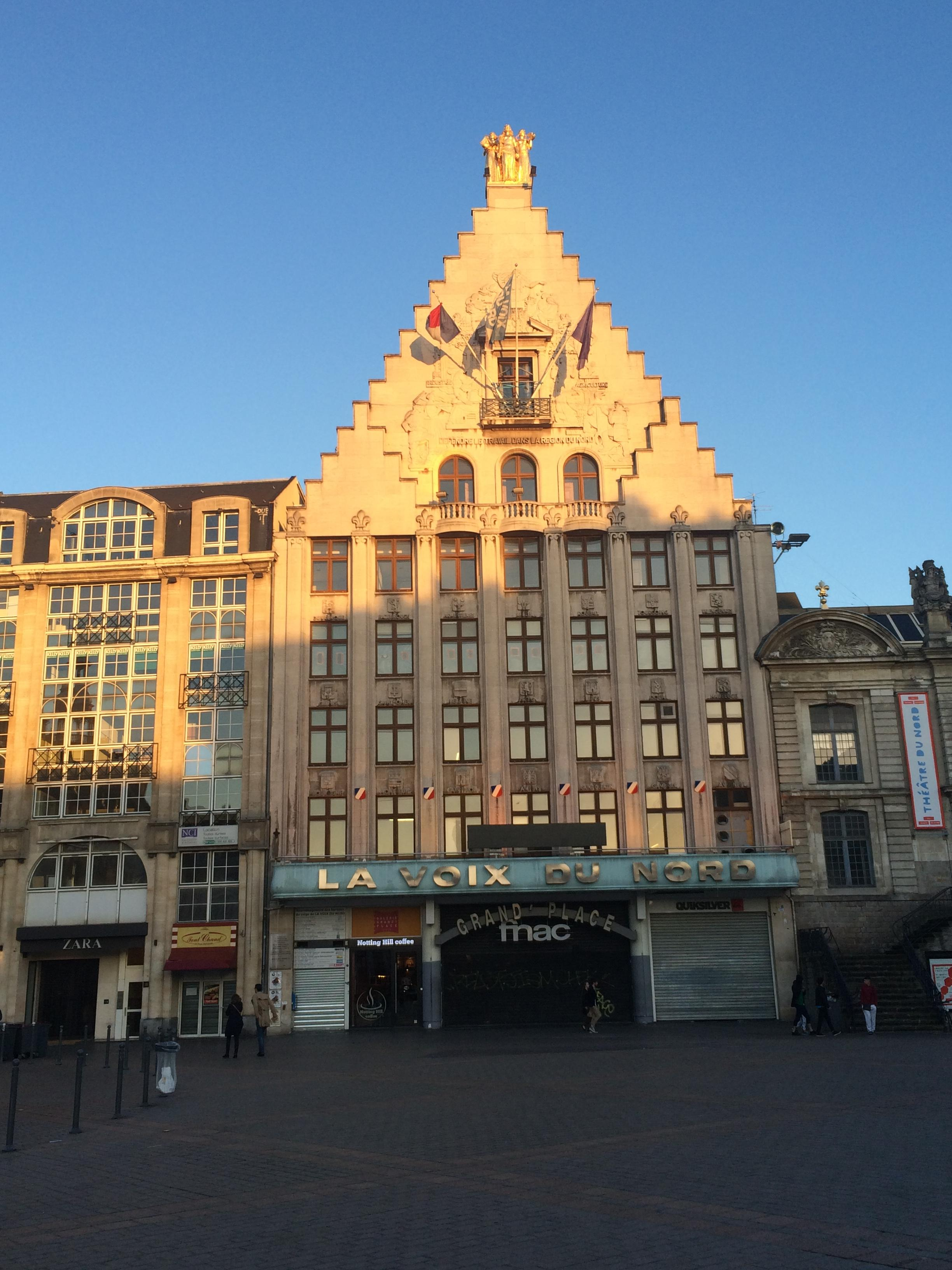
Bureaux et studio de la chaîne.

À l'origine, les studios d'enregistrement de la chaîne se situent au Nouveau Siècle à Lille dans un studio de 700 m2. Fin août 2013, la chaîne déménage pour s'installer dans les locaux rénovés de La Voix du Nord derrière la Place du Général-de-Gaulle, toujours à Lille.

## Programmes
La chaîne débute avec son émission principale Grand'Place, un talk show d'informations régionales présenté par Laurent Dereux du lundi au vendredi de 18 h à 20 h. Elle émet 24 heures sur 24 et sept jours sur sept et a 2 h 30 de nouveaux programmes par jour. La chaîne veut être le « miroir de sa région ».
Grâce à des investissements dans du nouveau matériel, la chaîne double le volume de terrain[Quoi ?] et d'images et limite ainsi sa diffusion de films et de téléfilms sauf quand il y a un rapport avec la région, comme avec L'Homme du Picardie.

### Animateurs

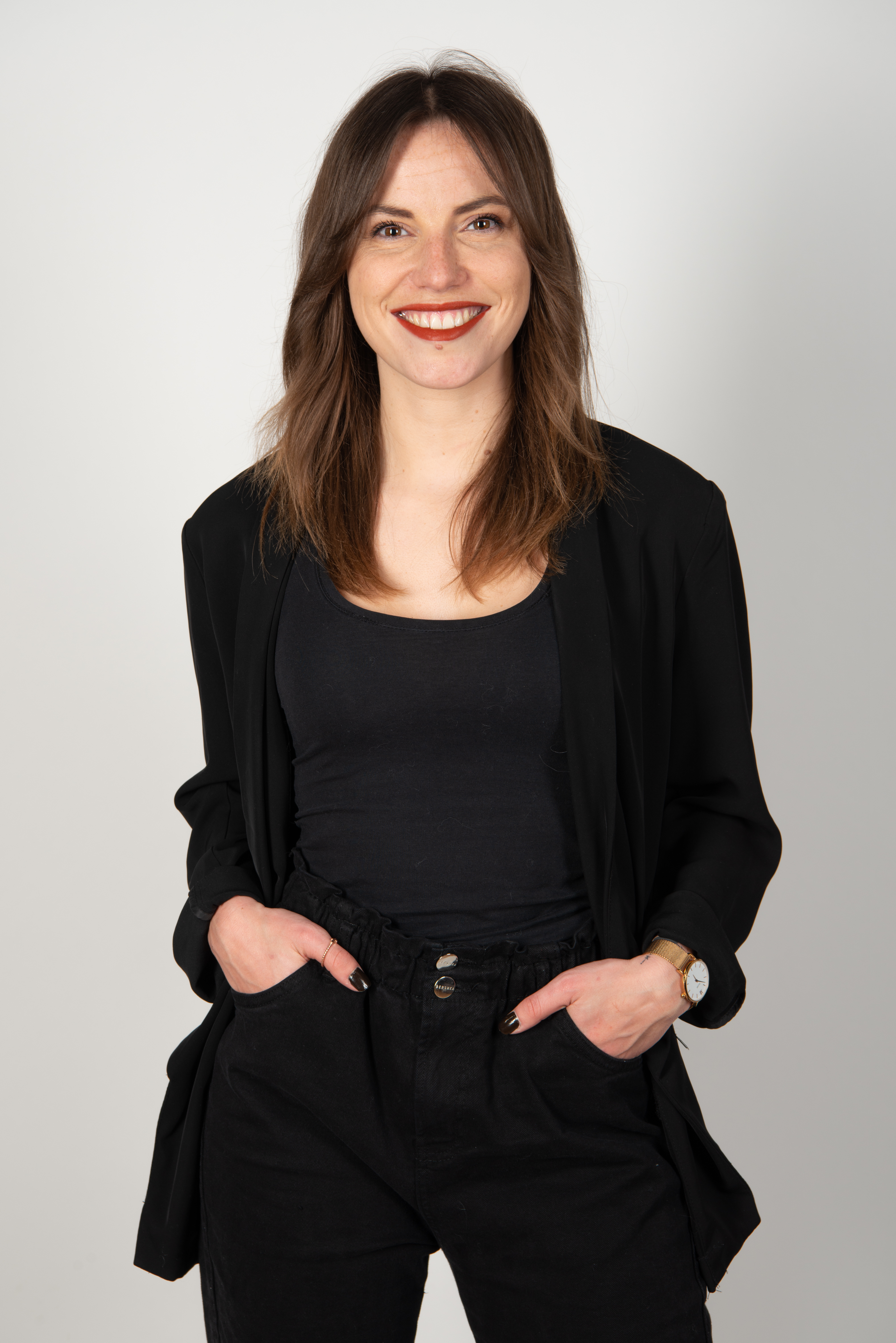
Margot Hoornaert, animatrice de l'émission 24h Hauts-de-France depuis janvier 2021.

- Margot Hoornaert (depuis janvier 2021 )
- Laurent Dereux (jusque décembre 2020)
- Guillaume Desplanques
- Michel Pruvot
- Emmanuelle Derache
- Anne-Charlotte Duvivier
- Noham Huclin
- Anouk Winberg
- Jean-Michel Lobry
- Pierre-Jérôme Montenot

### Audiences
Pour 2010, le directeur de la chaîne espérait 800 000 téléspectateurs journaliers, selon Médiamétrie, plus de 476 700 individus de 15 ans et plus, soit 17,6 % de la population totale regardent la chaîne. Parmi ces téléspectateurs, 85 à 90 000 représentent le noyau dur qui regarde la chaîne chaque jour. Pour Jean-Michel Lobry, ces résultats sont « globalement satisfaisant[s] » et il souligne que la chaîne est regardée en moyenne « trente-trois minutes »[Passage à actualiser][incompréhensible].
En 2011, selon Médiamétrie, 744 900 personnes, soit 56 % de la population totale regardent la chaîne[réf. nécessaire].

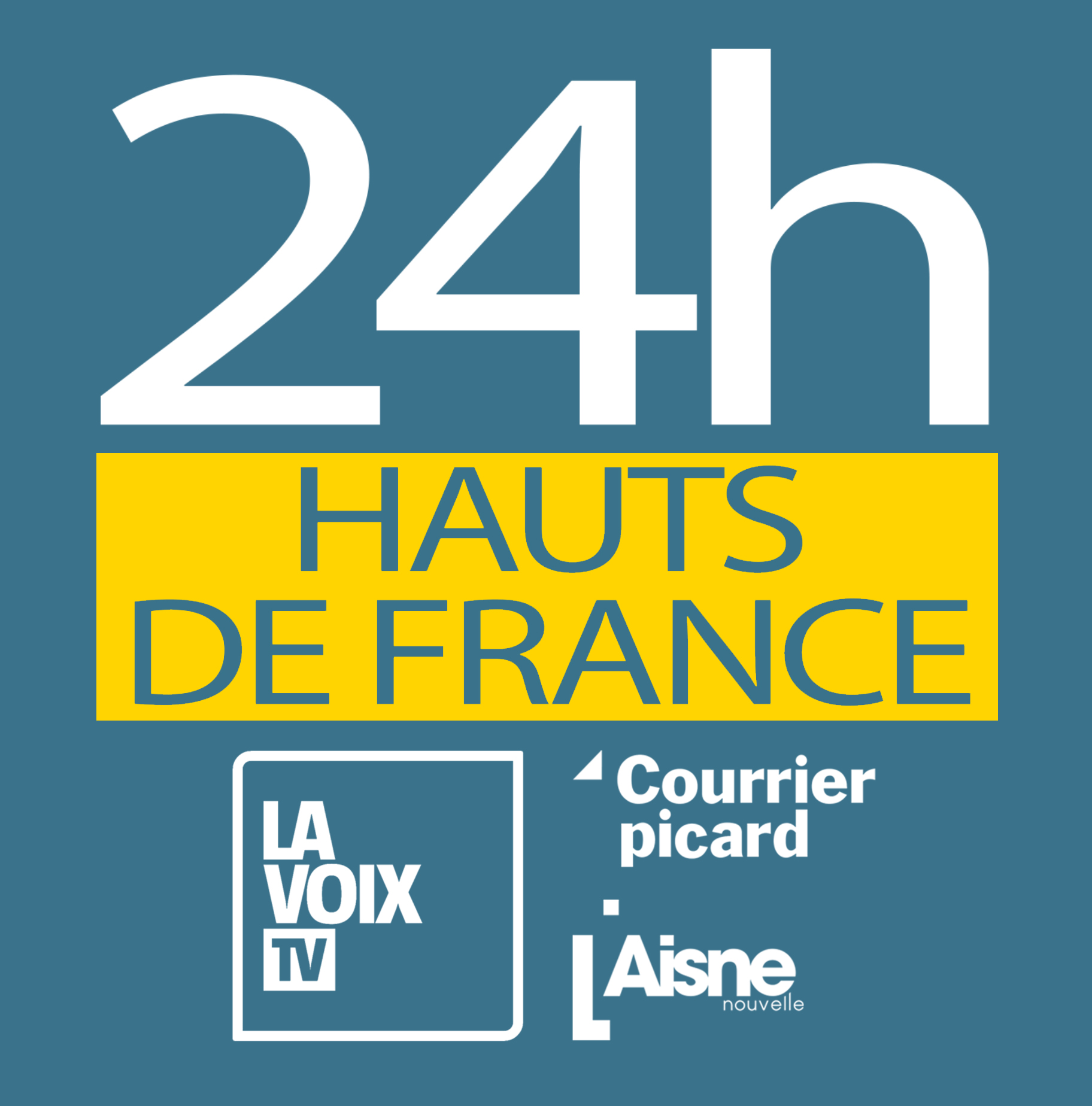
Logo de l'émission 24h Hauts-de-France

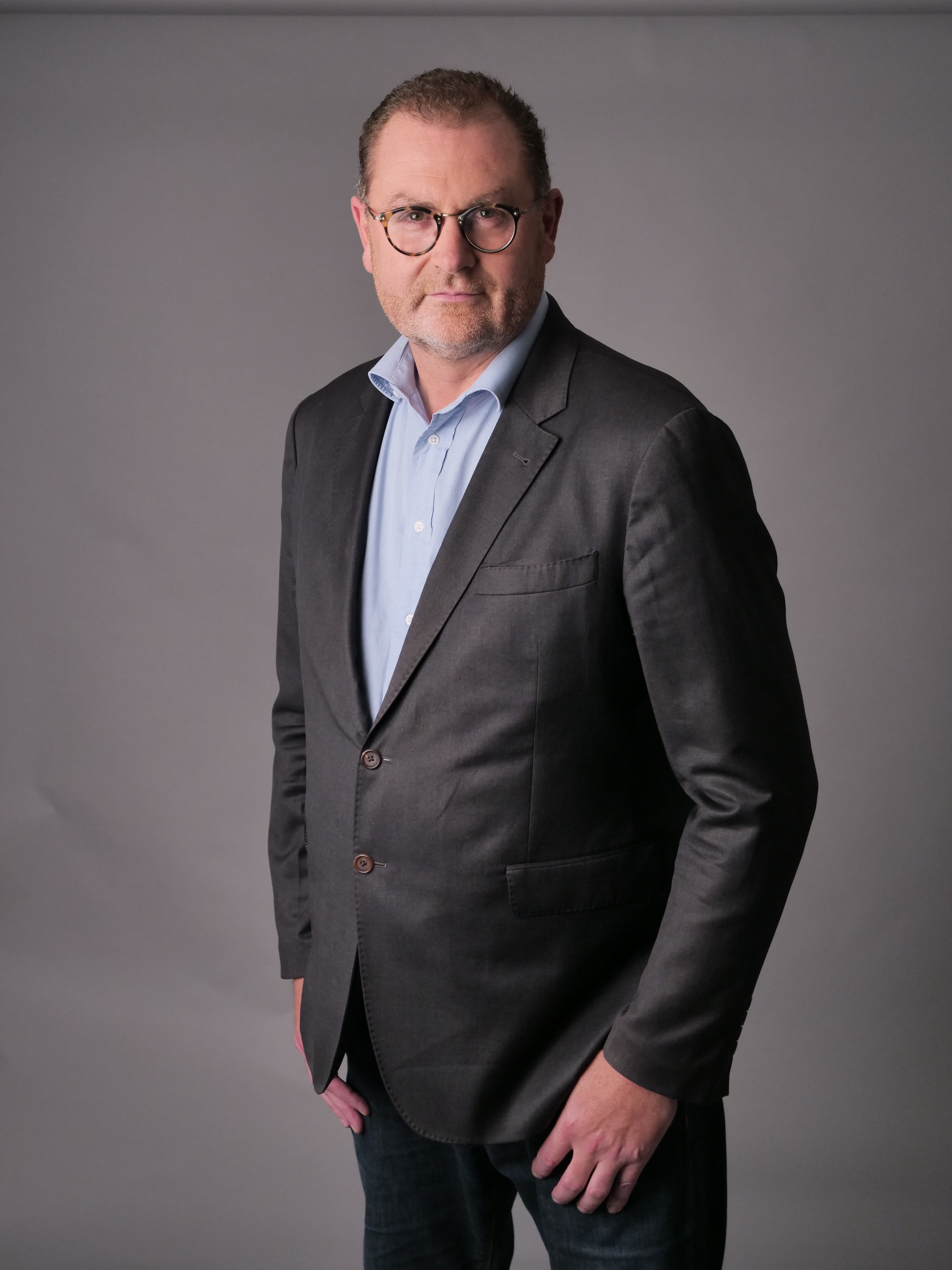
Guillaume Desplanques, présentateur de l'info sur la chaîne

En 2017, selon Médiamétrie, l'audience globale de la chaîne s’élève à 1 214 100 téléspectateurs. La chaîne a une durée moyenne d'écoute de 48 minutes[réf. nécessaire].

## Diffusion

### Sur la TNT
Grâce à l'émetteur de Bouvigny-Boyeffles, la chaîne couvre une zone particulièrement dense de 3 à 4 millions d'habitants. 
La chaîne est accessible sur la TNT sur la chaîne 30, dans le département du Nord et une partie du département du Pas-de-Calais (alentours d'Arras, Lens et Béthune uniquement ; les alentours de Calais, Boulogne-sur-Mer et Saint-Omer ne sont pas couverts).
Depuis le 5 avril 2016, la chaîne diffuse ses programmes en HD (1080i) sur la TNT et le satellite. Cependant, certains programmes sont « upscalés ».
| Département        | Secteur                | Site de diffusion          | Émetteurs et réémetteurs |
| ------------------ | ---------------------- | -------------------------- | ------------------------ |
| 62 - Pas de Calais | Auxi-le-Château        | Bois de Lannoy             | Émetteur Principal       |
| 59 - Nord          | Avesnes-sur-Helpe      | Avesnelles                 | Émetteur Local           |
| 59 - Nord          | Cousolre               | Algrain                    | Émetteur Local           |
| 59 - Nord          | Fourmies               | Ferme de la Lionne         | Émetteur Local           |
| 62 - Pas de Calais | Frévent                | RN16                       | Émetteur Local           |
| 62 - Pas de Calais | Lille                  | Bouvigny                   | Émetteur Principal       |
| 62 - Pas de Calais | Marconne               | Village                    | Émetteur Local           |
| 59 - Nord          | Maubeuge               | Rousies                    | Émetteur Principal       |
| 62 - Pas de Calais | Merck-Saint-Liévin     | Saint-Martin-d'Hardinghiem | Émetteur Local           |
| 62 - Pas de Calais | Montcavrel             | Le Grimont                 | Émetteur Local           |
| 62 - Pas de Calais | Saint-Pol-sur-Ternoise | Cité Bouilliez             | Émetteur Local           |
| 59 - Nord          | Valenciennes           | Château d'Eau de Marly     | Émetteur Principal       |

### Sur le câble et l'ADSL
| F.A.I            | Services       | Canal |
| ---------------- | -------------- | ----- |
| Orange           | La TV d'Orange | 356   |
| SFR SFR TV       | 487            |       |
| Free             | Freebox TV     | 914   |
| Bouygues Telecom | Bbox TV        | 324   |